# 2013년 유럽 홍수

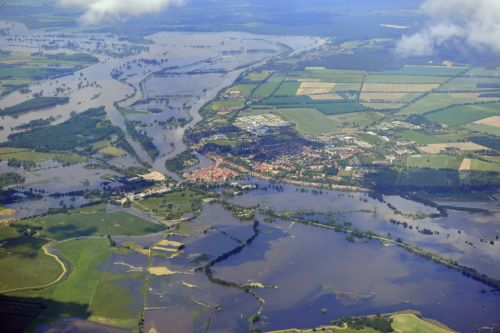
2013년 6월 10일 독일 하벨베르크의 홍수

2013년 유럽 홍수는 2013년 6월 초, 중앙 유럽에서 발생한 홍수이다.
중앙유럽의 극심한 홍수는 2013년 5월 말과 6월 초에 며칠 동안 내린 폭우 이후 시작되었다. 홍수와 피해는 주로 독일 남부와 동부 지역(튀링겐주, 작센주, 작센안할트주, 니더작센주, 바이에른주, 바덴뷔르템베르크주), 체코(보헤미아) 및 오스트리아의 서부 지역에 영향을 미쳤다. 또한 슬로바키아, 폴란드, 헝가리도 영향을 덜 받았다. 홍수 정점은 엘베강과 다뉴브강 배수 유역과 지류를 따라 진행되어 높은 물과 강둑을 따라 홍수가 발생했다.

## 같이 보기
- 홍수